# Jon Pareles

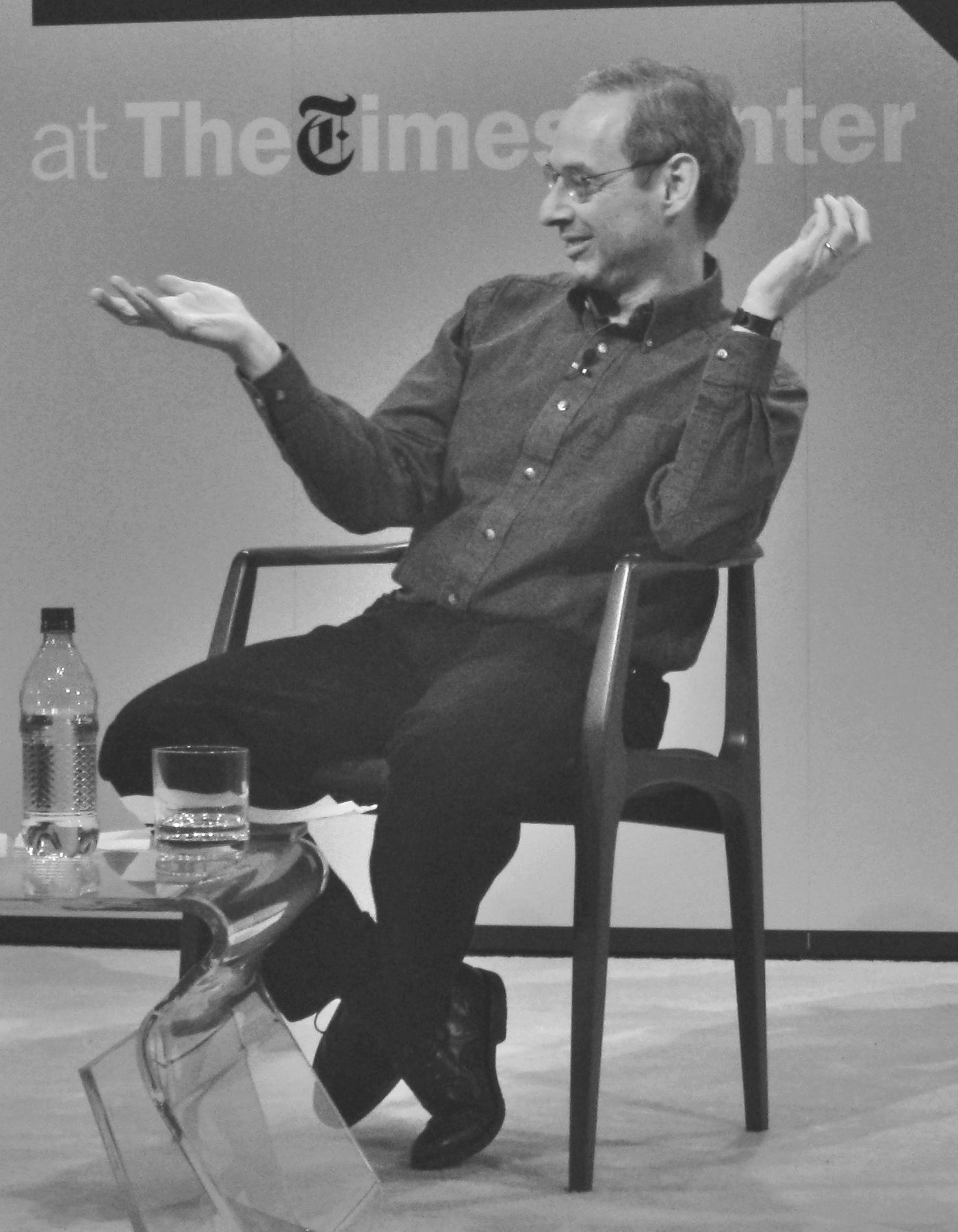
Jon Pareles (2008)

Jon Pareles é um jornalista norte-americano que é crítico de música popular e chefe da seção de artes do New York Times. Ele toca flauta e piano; e é graduado pela Universidade de Yale com licenciatura em música. Na década de 1970 ele foi editor adjunto da Crawdaddy!, e na década de 1980 um editor associado da revista Rolling Stone e editor de música da The Village Voice. Atualmente, faz revisões de música popular na seção de artes do New York Times.